# 岡玖平
岡 玖平（おか きゅうへい、生年不明 - 1898年〈明治31年〉4月30日）は、日本の政治家、実業家、名望家。姫路市会議員。姫路銀行頭取。姫路紡績取締役。播陽精米紡績監査役。

## 人物
姫路米田町の人である。明治維新後城南小学校が始めて開かれると学務委員となる。1883年、姫路銀行が創立されると頭取となる。また同行取締役を務める。
市会議員、市参事会員等を務める。姫路紡績所、飾磨精米所、姫路織物会社、高砂紡績会社等の創立に努める。
1896年、師団兵営設置の際、発起人となって土地献納に奔走し、自ら1,000円を寄付（国防献金）する。1898年、賞勲局より銀盃1個を賞賜される。1898年4月30日に亡くなる。